# Frederico Corado
Frederico dos Reis Colares Torres Corado (Lisboa, 22 de Outubro de 1977) é um realizador e produtor de cinema e vídeo e também encenador de teatro. É filho do realizador Lauro António.

## Biografia
Fascinado desde o berço – literalmente, pois a sua primeira intervenção no cinema deu-se quando tinha apenas 15 dias de idade, no filme “O Príncipe com Orelhas de Burro”, de António Macedo – pela linguagem das imagens em movimento, iria muito cedo enveredar pelas actividades ligadas ao audiovisual e ao teatro. Ainda como aluno do Colégio Moderno, realizou a sua primeira curta metragem documental, “O Recreio”, e no dia em que fez 16 anos, estreou, na Videoteca de Lisboa, a sua primeira incursão na ficção, “A Estrela”, adaptação de um conto de Vergílio Ferreira, com Maria do Céu Guerra e Camacho Costa nos principais papéis. Mais tarde, com um subsídio do então ICAM, voltaria a dirigir Camacho Costa, desta vez na companhia de José Raposo, entre outros, em “Telefona-me!”. No ano de 2008 idealizou e concretizou, no Museu do Teatro, em Lisboa, a iniciativa Prémios do Guia dos Teatros, com o objectivo de premiar o que de melhor acontecera no panorama teatral do ano e que viria a conhecer outras edições. No mesmo Museu do Teatro, dirigiu ainda o FICAP, festival dedicado às imagens em movimento e às artes performativas. Realizou, para além de diversos filmes publicitários, spots para mais de cinco dezenas de peças de teatro (Politeama, A Barraca, São Luiz, Culturgeste, Teatro Villaret, etc) e videoclips, os documentários “Graça Lobo Dois Pontos”, "Pessoalmente Maria do Céu Guerra", "Os Bastidores de Música no Coração", “Fernando Filipe, Um Cenógrafo no Museu”, "A Nossa Marcha É Linda!" ou "Citizen Jones".
Fascinado igualmente pelo cinema e pelo teatro, tem sido a este último que tem dedicado, mais recentemente, a sua actividade. Após ter colaborado com encenadores como Filipe La Féria (de quem foi assistente de encenação), Graça Lobo, Maria do Céu Guerra, António Feio, João Pereira Bastos, Francisco Nicholson, entre outros, decidiu entretanto enveredar pela sua própria carreira de encenador, levando à cena “Táxi”, “Afixação Proibida”, “O Prisioneiro da Segunda Avenida”, “Um Marido Ideal”, “O Crime de Aldeia Velha”, "As Alegres Comadres de Windsor", "Nápoles Milionária", "O Inspector Geral", "O Dinheiro Não é Tudo na Vida",  "A Volta ao Mundo em 80 Dias",  "Pouco Barulho!", “Autópsia de um Crime”, “Bolero”, “Almoço de Família”, "Ai Jesus Que se Apagou a Luz", "Mar", "Forja", "Metidos Num 31!", "Conto de Natal", etc.
Fundou no Cartaxo a Área de Serviço - Associação Cultural.
Desde 1995 realizou diversos filmes publicitários, entre os quais: 6 spots inseridos numa campanha de solidariedade para com varias instituições de caridade como SOL, Cruz Vermelha, Banco Alimentar Contra a Fome, Unicef, etc, quatro filmes para Campanha de Prevenção de Riscos na Agricultura, para o IDICT, quatro filmes para o lançamento da “Enciclopédia Verbo - Edição Séc. XXI” para a Editorial Verbo. E ainda diversos spots de televisão para peças de teatro como “Job, O Às do Bilas”, encenado por Sara Gonçalves; “Rosa Tatuada”, “Pierrot e Arlequim”, “Amália” (seis versões – Politeama, São Luiz, Casino do Estoril, Coliseus (Porto e Lisboa) e internacional), “A Casa do Lago”, “My Fair Lady”, “A Minha Tia e Eu”, “A Canção de Lisboa”, “Alice no País das Maravilhas”, “Música no Coração”, “Jesus Cristo Superstar” e “O Feiticeiro de Oz”, os onze com encenação de Filipe La Féria. E ainda um spot promocional para o Museu Nacional do Teatro e três para a exposição do mesmo museu, “Teatro Moderno de Lisboa – Sociedade de Actores”.
Realiza e monta os vídeos de homenagem a Eduardo Prado Coelho, Fernando Dacosta, Carmen Dolores, Joaquim Rosa, Rita Ribeiro, Simone de Oliveira, Maria Barroso, Teolinda Gersão, Artur Agostinho, Graça Lobo, Adelaide João, Camilo de Oliveira, Carlos do Carmo, Mariza, Fernando Lopes, Laura Soveral, Mário Cláudio, Luís Miguel Cintra, Urbano Tavares Rodrigues, valter hugo mãe, Beatriz Batarda, José Eduardo Agualusa, Joaquim Benite e Jorge Silva Melo como encomenda do FamaFest 2006, 2007, 2008, 2009 e 2010.
Gravou a peça  “A Casa do Lago” no Teatro Politeama e ainda as peças de teatro “Antigona”, “Demito-o Obviamente”, ,“Inspector Geral”, “Peça para Dois”, "Dª. Maria" e "Rumor" no Teatro A Barraca.
Fez parte da Comissão dos 200 Anos da elevação do Cartaxo a Concelho e da Comissão das Comemorações da Morte de Marcelino Mesquita, a convite da Câmara Municipal do Cartaxo. Integrou a direcção da Apoiarte - Casa do Artista e membro da Assembleia da Academia Portuguesa de Cinema 

## Teatro
- 1998 - Produz o espectáculo de Camacho Costa, “Biblioteca Apaixonada”
- 2003 - Encena "Táxi", de Maria Eduarda Colares[31]
- 2011 - Encena "O Prisioneiro da Segunda Avenida" de Neil Simon[32]
- 2012 - Encena "Um Marido Ideal" de Oscar Wilde com um elenco de não profissionais no Centro Cultural do Cartaxo num projecto ambicioso de onde nasce a Área de Serviço - Associação de Criação Artística do Cartaxo um projecto dedicado à criação de teatro dentro da comunidade.
- 2012 - Encena "O Crime de Aldeia Velha" de Bernardo Santareno com um elenco de não profissionais no Centro Cultural do Cartaxo um espectáculo da Área de Serviço - Projecto de Criação Artística
- 2013 - Encena "Casa de Campo" no Teatro Villaret com José Raposo, Joaquim Nicolau, Manuel Cintra, Miguel Raposo.
- 2013 - Encena "As Alegres Comadres de Windsor" de William Shakespeare com um elenco de não profissionais no Centro Cultural do Cartaxo um espectáculo da Área de Serviço - Projecto de Criação Artística
- 2013 - Encena "Nápoles Milionária" de Eduardo De Filippo no Centro Cultural do Cartaxo com a Área de Serviço - Projecto de Criação Artística
- 2013 - Encena Homenagem a Lauro António no Forum Luísa Todi em Setúbal com as participações de Hugo Rendas, Cátia Garcia, Pedro Galveias, Alexandre Amendoeira e a colaboração de Lia Gama, Jorge Silva Melo, Maria do Céu Guerra, Manuel Cintra, José Raposo, Vicente Alves do Ó, Jorge Paixão da Costa, Rosa Coutinho Cabral, Alexandra Prado Coelho, entre outros
- 2014 - Escreve e Encena "Pânico" na Escola do Centro no Cartaxo com Vânia Calado, Pedro Ouro, Pedro Lino, Carolina Viana, João Nunes, Rita Oliveira, entre outros. Produção Área de Serviço - Projecto de Criação Artística
- 2014 - Traduz e encena "8 Mulheres" de Robert Thomas, no Centro Cultural do Cartaxo com Vânia Calado, Carolina Seia, Margarida Leonor, Sara Xavier, Ana Ribeiro, Sara Inês, etc.[33]
- 2014 - Encena e Adapta "A Trisavó de Pistola à Cinta" a partir do conto de Alice Vieira no Centro Cultural do Cartaxo, com Carolina Viana, Paulo Cabral, Pedro Ouro, Rosário Narciso e André Vieira. Produção Área de Serviço - Projecto de Criação Artística
- 2014 - Encena e Adapta "O Inspector Geral" de Nikolai Gogol, no Centro Cultural do Cartaxo com produção Área de Serviço - Projecto de Criação Artística
- 2014 - Encena e Adapta "O Dinheiro Não é Tudo na Vida", de George S. Kaufman e Moss Hart, no Centro Cultural do Cartaxo com produção Área de Serviço - Projecto de Criação Artística
- 2015 - Encena e Escreve "Escândalo nas Notícias da Noite", livremente inspirado em "Front Page", no Centro Cultural do Cartaxo com produção Área de Serviço - Projecto de Criação Artística
- 2015 - Encena e Escreve "Volta ao Mundo em 80 Dias", a partir do livro de Jules Verne, no Centro Cultural do Cartaxo com produção Área de Serviço - Projecto de Criação Artística
- 2015 - Encena "Pouco Barulho!", de Michael Frayn, no Centro Cultural do Cartaxo com produção Área de Serviço - Projecto de Criação Artística, com Hugo Rendas, Vânia Calado, Margarida Leonor, Frederico Corado, Mário Júlio, Carlos Ramos, Sara Inês, Mauro Cebolo e Mónica Coelho
- 2016  - Encena “Autópsia de um Crime” (Sleuth) de Anthony Schaffer no Centro Cultural do Cartaxo[34]
- 2016 - Encena “A Princesa de Galochas” de Vânia Calado, no Centro Cultural do Cartaxo, com tournée por todo o país[35]
- 2017 – Encena “Morto, Mas Pouco” criação colectiva, no Centro Cultural do Cartaxo[36]
- 2017 – Encena “A Fuga dos Instrumentos” de Vânia Calado, no Centro Cultural do Cartaxo[37]
- 2017 – Encena “Bolero” de Manuel Cintra e José Carretas, no Centro Cultural do Cartaxo[38]
- 2017 – Encena “Almoço de Família” de Frederico Corado e Vânia Calado, no Centro Cultural do Cartaxo[39]
- 2018 - Encena "Ai Jesus Que se Apagou a Luz" (Black Comedy), de Peter Shaffer, no Centro Cultural do Cartaxo [40]
- 2018 - Encena "Forja" de Alves Redol, no Centro Cultural do Cartaxo [41]
- 2018 - Encena "Metidos Num 31!" de Frederico Corado e Vânia Calado, no Centro Cultural do Cartaxo
- 2018 - Encena "Conto de Natal", adaptado a partir de Charles Dickens digressão pelo país[42]
- 2019 - Cria e Encena a "Homenagem a Alice Vieira" no Fórum Municipal Luísa Todi. [43]
- 2020 - Encena como Encenador Residente "A Peça Que Dá Para O Torto" no Casino Lisboa .[44]
- 2021 - Escreve e Encena "Um Bom Argumento"[45]
- 2022 - Encena "Dá Raiva Olhar Para Trás" de John Osborne[46]
- 2023 - Encena e Traduz "Feliz Aniversário" de Marc Camoletti com João Baião[47]

Assistente de encenação de Filipe La Féria no Teatro Politeama em “Alice no País das Maravilhas”, “Música no Coração”, “O Feiticeiro de Oz” e "O Sítio do Picapau Amarelo" e de Francisco Nicholson em "Isto é Que Me Dói" no Teatro Villaret

## Filmografia
- 1993 - Realiza "O Recreio[49]
- 1994 - Realiza “A Estrela”[50]
- 2000 - Realiza "Telefona-me!"
- 2006 - "Graça Lobo Dois Pontos"
- 2007 - "Os Bastidores de Música no Coração"
- 2007 - "Teatro Moderno de Lisboa - Sociedade de Actores"[51]
- 2008 - "Fernando Filipe - Um Cenógrafo no Museu"
- 2008 - "Pessoalmente Maria do Céu Guerra"
- 2013 - "Monólogo do Rei Vitorioso"
- 2018 - "Citizen Jones"[52]
- 2021 - "Nova Vaga"[53]
- 2024 - "A Memória das Sombras"[54]